# Хайсам II (ширваншах)
Хайсам II (д/н — 913) — 3-й ширваншах в 912—913 роках.

## Життєпис
Походив з династії Маз'ядідів. Син ширваншаха Мухаммада I. Після смерті останнього 912 року успадкував трон. Продовжив війну з Саріром. Для цього вирішив долучити газіїв з Багдадського халіфату, для яких наказав звести численні комори.
Невдовзі уклав союз з Мухаммедом I, дербентським еміром, задля війни проти Хозарського каганату. Проте у 913 році їх війська зазнали нищівної поразки в битві біля Каспійської брами від саріро-хозарської армії, потрапивши у полон. Тут невдовзі загинув. Трон перейшов до його сина Алі I.